# Skull and Bones

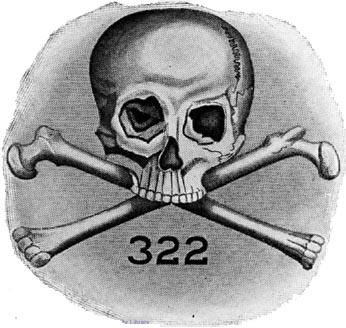
Logotyp

Skull and Bones tidigare The Brotherhood of Death[källa behövs] är ett ordenssällskap vid Yale University grundat 1832 av William Huntington Russell och Alphonso Taft. Informellt är sällskapet känt som "Bones" och medlemmarna kallas "bonesmen". Under det sista året på universitetet möts varje "Skulls and Bones class" varje torsdag och söndag kväll.  Det har ingen koppling till något frimurarsystem, även om generellt sett många ordenssällskap har liknande typer av verksamhet.

## Historia

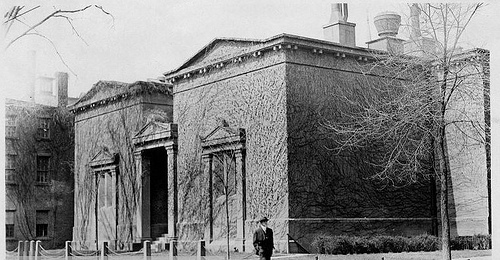
Fasad, Skull and Bones, 64 High Street, New Haven, tidigt 1900-tal

Skull and Bones grundades 1832 efter en dispyt mellan Yale's debattklubbar, Linonia, Brothers in Unity, och Calliiope, över säsongens "Phi Beta Kappa"-utmärkelser; dess ursprungliga namn var "The Order Of Skull And Bones".
Den enda utomstående filialavdelningen till Skull and Bones var en filial vid Wesleyan University som var aktiv under början 1870-talet. Filialen, "the Beta of Skull & Bones", blev självständig 1872 efter en tvist om utökad filialverksamhet. Betafilialen renkonstituerade sig senare som Theta Nu Epsilon.
Skull and Bones äger en ö i St. Lawrence-floden i norra New York som heter Deer Island. "'The 40 acre retreat is intended to give Bonesmen an opportunity to 'get together and rekindle old friendships.' A century ago the island sported tennis courts and its softball fields were surrounded by rhubarb plants and gooseberry bushes. Catboats waited on the lake. Stewards catered elegant meals. Although each new Skull and Bones member still visits Deer Island, the place leaves something to be desired. 'Now it is just a bunch of burned-out stone buildings,' a patriarch sighs. 'It's basically ruins.' Another Bonesman says that to call the island 'rustic' would be to glorify it. 'It's a dump, but it's beautiful.'"
Yale startade samundervisning 1969 men Skull and Bones fortsatte att endast ta in män på befallning av Russel Trust Association. 1991:s årgång ignorerade dock "The Trust" och antog sju kvinnliga medlemmar för kommande årgång. "The Trust" svarade med att byta ut låsen på föreningsbyggnaden; The Bonesmen behövdes träffas vid Manuscript Society byggnad. En "Mail-in"-omröstning av de levande medlemmarna beslutade 368-320 att tillåta kvinnor i sällskapet men en grupp f.d. studenter som leddes av William F. Buckley hävdade att en formell ändring i stadgarna behövdes innan beslutet kunde gå igenom. Andra f.d. studenter, som John Kerry, uttalade sig till förmån för att tillåta kvinnor vilket resulterade i att tvisten senare hamnade på The New York Times ledarsida. En andra omröstning av de f.d. studenterna i oktober 1991 röstade för att acceptera Class of 1992, vilket resulterade i att målet lades ned.

## Medlemskapsuttagning
I samband med Yales årliga "Tap Day" som inföll varje vår valdes nya medlemmar in i Skull and Bones. Den senaste "Tap Day" hölls den 15 april 2010: i en överenskommelse mellan de olika studentordnarna slopades "Tap Day". Varje år väljs 15 män och kvinnor av fjärdeårsstudenterna ut för att välkomnas i sällskapet. Vanligtvis väljer Skull and Bones ut personer som de ser som campus-ledare eller andra framstående personer.

## Emblem
Skulls and Bones emblem består av en dödskalle med två korsade benknotor ovanför numret "322". Enligt en sägen ska numret 322 stå för "grundad '32. 2:a kåren", med hänvisning till att en första kår skulle finnas i ett okänt tyskt universitet. Andra menar att 322 hänvisar till Demosthenes död och att dokument funna i sällskapets samlingshall daterats till "Anno-Demostheni".

## Kända medlemmar
Det hemliga sällskapet har blivit känt mest på grund av att det har som medlemmar ex-presidenten George H. W. Bush, ex-presidenten George W. Bush samt före detta president-kandidaten, sedermera utrikesministern, John Kerry.